# Jonathan Bell
Pas d'image ? Cliquez ici

a Compétitions nationales et continentales officielles uniquement.

b Matchs officiels uniquement.
Dernière mise à jour le 29 octobre 2021.
Jonathan Charles Bell, né le 7 février 1974 à Belfast en (Irlande du Nord), est un joueur de rugby à XV, qui a joué avec l'équipe d'Irlande de 1994 à 2003 au poste de centre (1,80 m pour 95 kg).

## En équipe nationale
Il a disputé son premier test match, le 5 juin 1994 contre l'équipe d'Australie. Son dernier test match fut contre l'équipe d'Italie le 30 août 2003.
Il a disputé trois matchs de la coupe du monde 1995 et trois matchs de la coupe du monde 1999.

## Entraîneur
- 2011-2015 : Ulster (entraîneur de la défense)
- 2015-2020 : Gloucester (entraîneur de la défense)

## Palmarès
- 36 sélections, dont 3 en 1994, 6 en 1995, 7 en 1996, 5 en 1997, 3 en 1998, 8 en 1999, 1 en 2001 et 3 en 2003.
- Tournois des Six Nations disputés: 1995, 1996, 1997, 1999.
- Coupes du monde de rugby disputées : 1995, 1999.
- Vainqueur de la coupe d'Europe : 1999